# T Tauri
Désignations
T Tauri est une étoile variable située dans la constellation du Taureau. Elle apparaît non loin de l'amas des Hyades, non loin de Ain (ε Tauri), mais elle est en réalité située bien plus loin, à environ ∼ 470 a.l. (∼ 144 pc) du système solaire. Elle fut découverte en 1852 par John Russell Hind.
T Tauri est le prototype des étoiles variables de type T Tauri, et comme toutes les étoiles T Tauri, elle est très jeune, âgée d'environ un million d'années seulement. Sa magnitude apparente varie de façon imprévisible entre +9,3 et +14.
Le système T Tauri est composé d'au moins trois étoiles, dont une seule émet dans le spectre du visible ; les deux autres émettent surtout dans l'infrarouge, et également dans le domaine radio pour l'une d'entre elles. Des observations effectuées à l'aide du Very Large Array ont montré que l'astre le plus jeune (l'étoile T Tauri à proprement parler) a brusquement changé d'orbite après être passé très près de l'un de ses compagnons, et a même peut-être été éjecté du système.
Toute proche du système stellaire se trouve NGC 1555, une nébuleuse par réflexion (également connue sous les noms de nébuleuse de Hind ou nébuleuse variable de Hind). Celle-ci est illuminée par T Tauri, et sa luminosité varie donc de la même manière que celle de l'étoile. La nébuleuse NGC 1554 était probablement associée à T Tauri, lorsqu'elle fut observée en 1868 par Otto Struve, mais elle a depuis disparu, ou n'a même peut-être jamais existé. Elle est connue sous le nom de nébuleuse perdue de Struve.
Un objet Herbig-Haro est associé à l'étoile T Tauri.